# 斯洛伐克铁路运输
斯洛伐克的铁路运输始于匈牙利统治时期的1836年，当年，一条马车铁路连接了布拉迪斯拉发与特爾納瓦，开启了斯洛伐克铁路运输的历史。1848年，斯洛伐克开通了第一条通往维也纳的蒸汽列车铁路。1993年，捷克与斯洛伐克和平解体后，斯洛伐克共和國鐵路继承了捷克斯洛伐克國家鐵路在斯洛伐克的铁路运输相关业务。在2010年RegioJet等公司开始进驻斯洛伐克开展铁路客运业务以前，斯洛伐克共和国铁路一直是斯洛伐克唯一提供铁路运输服务的的公司。
1998年後，斯洛伐克鐵路事業開始民營化進程。2002年，鐵路客運業務和鐵路設施保養業務分離。因此，政府对斯洛伐克共和國鐵路进行了解体：解体后的斯洛伐克共和國鐵路負責斯洛伐克国内的铁道基礎設施維護工作，而客運和貨運則被轉移到新成立的ZSSK公司。2005年，ZSSK進一步拆分為提供客運服務的斯洛伐克铁路公司（ZSSK）和提供貨運服務的斯洛伐克铁路货运公司。该国的铁道貨運由斯洛伐克铁路货运公司和大約30家私營公司共同經營。斯洛伐克亦有通往所有邻国的国际铁路。2017年，中欧班列的大连港-布拉迪斯拉发港的货运列车线路开通。
目前，斯洛伐克是國際鐵路聯盟成员国，该国的UIC代码是56。

## 在斯洛伐克经营的铁路公司一览
- 斯洛伐克共和國鐵路：斯洛伐克国营企业，负责该国的鐵路設施保養業務。
- 斯洛伐克铁路公司（日语：鉄道企業体スロバキア）：斯洛伐克国营企业，负责该国的客運服務。
- 斯洛伐克铁路货运公司（日语：鉄道企業体スロバキア）：斯洛伐克国营企业，负责该国的供貨運服務。
- 黑赫龙河铁路：经营斯洛伐克中北部的一条窄轨觀光鐵路。
- 斯洛伐克歷史伐木鐵路（英语：Historical Logging Switchback Railway）
- 尼特拉乡村鐵路：经营位于尼特拉的一条窄轨鐵路。
- RegioJet（英语：RegioJet）
- Leo Express（英语：Leo Express）
- 爱瑞发

## 鐵道對外連接

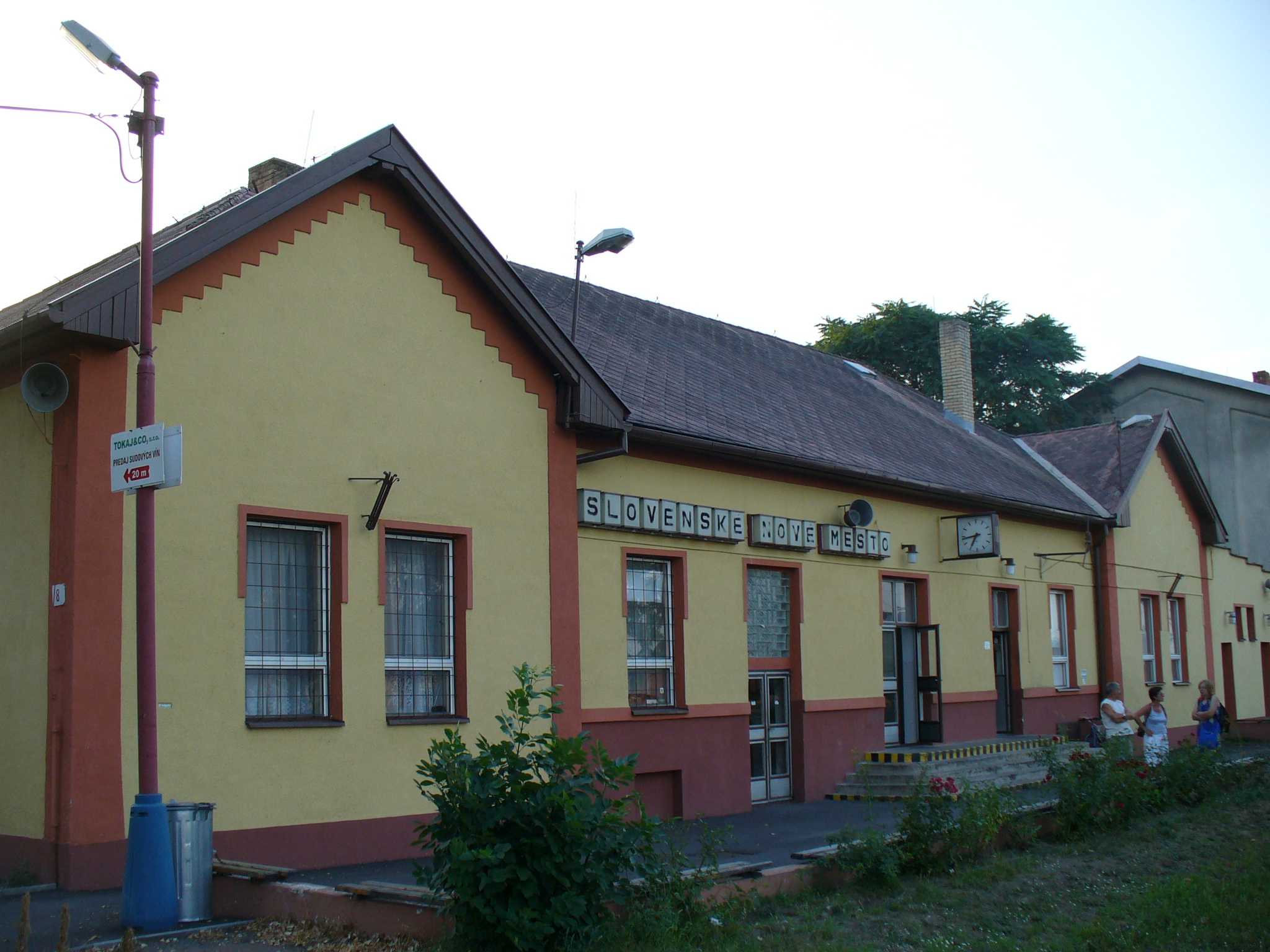
位于斯洛伐克新城的火車站

- 奥地利：相同轨距，電壓變化为25kV AC/15kV AC
- 匈牙利：相同轨距，電壓變化为25kV AC（在魯索維策-劳伊考、科马尔诺-科馬羅姆和什圖羅沃-索布鐵路過境點）或3kV DC/25kV AC（在克赫内茨（英语：Kechnec）-希道什内迈蒂和斯洛伐克新城（英语：Slovenské Nové Mesto）-沙托勞爾堯烏伊海伊鐵路過境點）
- 捷克：相同轨距，電壓變化为3kV DC或25kV AC
- 波蘭：相同轨距，電壓變化为3kV DC。
- 乌克兰：乌克兰为五英尺和1520毫米铁轨，電壓變化为3kV DC。

## 关联页面
- 斯洛伐克鐵道史（英语：History of rail transport in Slovakia）
- 乌日霍罗德–科希策铁路（英语：Uzhhorod–Košice broad-gauge track）
- 斯洛伐克交通